# Renate Weber
Renate Weber (n. 3 august 1955, Botoșani, România) este o juristă din România care, la alegerile pentru Parlamentul European din 2007, 2009 și 2014, a fost aleasă eurodeputat din partea PNL. La alegerile din 2019 nu a mai obținut un mandat de eurodeputat, partidul ALDE, pe lista căruia a candidat, nereușind să treacă pragul electoral necesar accederii în parlament. Anterior intrării în politică, s-a remarcat în societatea civilă pentru activitatea în domeniul apărării drepturilor omului. În perioada 1998-2005 și, respectiv, 2006-2007, a ocupat funcția de Președinte a Fundației Soros România Arhivat în 22 aprilie 2007, la Wayback Machine. (cunoscută și sub denumirea de Fundația pentru o Societate Deschisă). În decembrie 2004 a devenit consiliera președintelui României pe afaceri constituționale și juridice, funcție din care a demisionat în decembrie 2005.
Este primul reprezentant al României căruia i s-a încredințat conducerea unei misiuni UE de observare a alegerilor (2008).

## Biografie
Renate Weber s-a născut la data de 3 august 1955 în orașul Botoșani. A absolvit în anul 1979 Facultatea de Drept a Universității din București. Din același an, profesează avocatura în cadrul Baroului din București, până în decembrie 2004.
În anul 1994 este visiting scholar la Columbia University din New York, Centre for the Study of Human Rights. A urmat în paralel o serie de cursuri de drept la Facultatea de Drept, precum și cursuri de relații internaționale la Școala de Relații Publice Internaționale din cadrul aceleiași universități.
Renate Weber devine o militantă pentru drepturile omului, fiind și redactor-șef al Revistei Române de Drepturile Omului (1993-2004). De asemenea, face parte din numeroase organisme de protejare a drepturilor omului și anume: directoare executivă a Centrului pentru Drepturile Omului - București (1993-1998); co-președinte al Asociației pentru Apărarea Drepturilor Omului în România - Comitetul Helsinki (APADOR-CH) (1994-1999); vice-președinte al International Helsinki Federation for Human Rights - Viena (1994-1996); membră a International Service for Human Rights - Geneva (1995-2003); membră a International Council for Human Rights Policy - Geneva (1997-2004); directoarea Proiectului "The Status of Women's Rights in Central/Eastern European Countries and the Newly Independent States" al Federației Internaționale Helsinki pentru Drepturile Omului - Viena (1999-2000) etc.
În ianuarie 2000 a fost judecătoare ad-hoc la Curtea Europeană a Drepturilor Omului de la Strasbourg.
Se implică în numeroase alte organizații non-profit de studii internaționale cum ar fi: membră a Consiliului de conducere a Centrului de Studii Internaționale - București (1996-2003); membră în Consiliul Director (1999-2004) și apoi Președinte executiv (iulie 2003-decembrie 2004) al Centrului de Resurse Juridice; membră în Consiliul de administrație al Centrului pentru Mediere și Securitate Comunitară din Iași (2001-2004); membră în Consiliul Director al Centrului Euroregional pentru Democrație din Timișoara (din anul 2000).
Începând din anul 1998, Renate Weber deține funcția de Președinte al Consiliului Național al Fundației pentru o Societate Deschisă din România.
În paralel cu activitatea de avocat și cu cea de militant pentru drepturile omului și protecția minorităților naționale, Renate Weber mai desfășoară și o activitate didactică ca lector la Facultatea de Științe Politice din cadrul SNSPA (1997-2003) și tot ca lector la Facultatea de Istorie a Universității București (2003-2004).
Renate Weber a deținut, în perioada decembrie 2004 - decembrie 2005, funcția de consilier prezidențial pe probleme constituționale și legislative a Președintelui României, Traian Băsescu. La data de 30 decembrie 2005, Renate Weber demisionează din funcția de consilier prezidențial, din motive de sănătate.
Din ianuarie 2006, își deschide propriul cabinet de avocatură în cadrul Baroului București.
În septembrie 2007, Renate Weber s-a înscris în PNL. Odată cu intrarea în politică, Renate Weber a demisionat din funcția de președinte a Consiliului Director al Fundației Soros România (fosta Fundație pentru o Societate Deschisă).

## Activitatea în Parlamentul European
La alegerile europarlamentare din 25 noiembrie 2007, Renate Weber a fost aleasă ca deputată în Parlamentul European pentru mandatul 2007-2009, candidând pe listele Partidului Național Liberal pe poziția 1.
În 2008, a devenit Șefa Grupului PNL din Parlamentul European Arhivat în 29 ianuarie 2009, la Wayback Machine..
În primul său mandat, Renate Weber a fost membră a trei comisii importante din Parlamentul European:
- Comisia de libertăți civile, justiție și afaceri interne(LIBE)
- Comisia de afaceri juridice(JURI)
- Comisia de Dezvoltare(DEVE)

De asemenea, a fost membră a Delegației pentru relațiile cu țările din Comunitatea Andină(DAND).
În această calitate, în toamna anului 2008, Renate Weber a fost Președinta Misiunii Parlamentului European de monitorizare a referendumului constituțional din Ecuador Arhivat în 29 decembrie 2011, la Wayback Machine..
La începutul anului 2009, a condus Misiunea UE de monitorizare a referendumului constitutional din Bolivia, devenind astfel primul reprezentant al României căruia Comisia Europeană i-a încredințat șefia unei misiuni UE.
La alegerile europarlamentare din 6 iunie 2009, Renate Weber a câștigat un nou mandat de europarlamentar. Și-a menținut poziția de membră în Comisia LIBE și ocupă, de asemenea, poziția de membru supleant în Comisia de Afaceri Externe (AFET).
În 2014, a candidat din nou din partea PNL și a primit un nou mandat. Spre sfârșitul anului 2014, a aderat la Grupul Alianței Liberalilor și Democraților pentru Europa, și în 2018 la Alianța_Liberalilor_si_Democraților_pentru_Europa.
În 2019 a candidat din nou dar partidul ALDE nu a obținut un scor peste pragul de 5%. La scurt timp a fost propusă și a fost aleasă de coaliția guvernamentală PSD-ALDE ca Avocat al Poporului.

## Alte activități
- Organizatoare și lector, cursul de instruire "Drepturile minorităților naționale" (UNDP si Centrul pentru Drepturile Omului, Republica Moldova, septembrie 2000)
- Organizatoare si lector, cursul de formare de formatori "Poliția si drepturile omului" (UNDP si Centrul pentru Drepturile Omului Republica Moldova, iulie 2000)
- Lector, "Politia si Conventia europeana a drepturilor omului", Academia de Poliție, organizat de Consiliul Europei (Moscova, mai 2000)
- Lector, "Joint Pilot Training Course for Human Rights Field Missions", organizat de OSCE, Consiliul Europei, ONU si Uniunea Europeana (Venetia, 10-16 iulie 1999)
- Membra, Grupul de Reflecție in cadrul proiectului "The Long-term Implications of EU Enlargement: The Nature of the New Border" constituit de Comisia Europeana, Centrul Robert Schuman al European University Institute (Florența, 1998-1999)
- Lector in peste 15 cursuri organizate in Olanda, Austria, Albania, Slovacia, Rusia, Kirghizstan, Kazahstan privind monitorizarea drepturilor omului, in special in ceea ce priveste relatia dintre dreptul international si legislatiile interne ale statelor, in legatura cu activitatea politiei, privind conditiile din inchisori, privind organizarea si desfasurarea alegerilor, privind libertatea de exprimare, drepturile minoritatilor, drepturile femeii (1993-1998)

## Lucrări publicate
Renate Weber a publicat peste 50 de lucrări, în special referitoare la protecția drepturilor minorităților naționale, dintre care menționăm următoarele:
- Două proiecte de lege privind protecția minorităților naționale", în "Legislația în tranziție" (Centrul de Drepturile Omului, București, 1994);
- Evoluția concepției UDMR cu privire la drepturile minorității maghiare (în română și engleză, Centrul pentru Drepturile Omului, București, 1996) - în colaborare cu Gabriel Andreescu;
- Cartea albă a accesului la informație în Romania (în română și engleză, Centrul pentru Drepturile Omului, București, 1996) - în colaborare cu Manuela Ștefănescu și Gabriel Andreescu;
- The Welfare State in Post-Communist Countries: The Romanian Case, în "Re-conceptualizing the Welfare State" (Center for Human Rights, Copenhaga, 1996);
- The Moldavian Csango (International Foundation for Promoting Studies and Knowledge of Minority Rights, Budapesta, 1998) - în colaborare cu Valentin Stan;
- Transilvania: evoluție prin devoluție? în cartea G.Andreescu și G. Molnar (ed.) - "Problema transilvană" (Ed. Polirom, Iași, 1999);
- The Effect of the ECHR on the Legal and Political System of Member States: Romania, în Prof. Robert Blackburn și Dr. Jorg Polakiewicz (ed.) "Fundamental Rights in Europe - The European Convention on Human Rights and its Member States, 1950-2000" (Oxford University Press, 2001);
- The Impact of the European Convention of Human Rights upon the Rule of Law in Romania (Oxford University Press, 2001) - volum editat de către Prof. Robert Blackburn și Dr. Jorg Polakiewicz;
- Concept paper on Combating Discrimination in Romania. An Inventory of Problems on Legislation and Institutional Mechanisms for Combating Discrimination - continuare a proiectului din cadrul “Non Discrimination Review Project” al Consiliului Europei (2003)

### Interviuri
- Renate Weber dă societatea civilă pe politică, 21 octombrie 2007, Andreea Țuligă, Evenimentul zilei